# CS Știința Bacău (volley-ball féminin)
Pour les articles homonymes, voir Știința Bacău.
Le Clubul Sportiv Știința Bacău est un club roumain de volley-ball fondé en 1966 et  basé à Bacău qui évolue pour la saison 2016-2017 en Divizia A1.

## Palmarès
- Championnat de Roumanie[2]
  - Vainqueur : 1998, 2005, 2013, 2014[3]
  - Finaliste : 1994, 1995, 1996, 1999, 2000, 2001.
- Coupe de Roumanie[2]
  - Vainqueur : 2005, 2006, 2013, 2014[4]2015.
  - Finaliste : 1994, 1995, 1996, 1998, 1999,  2000, 2001, 2003, 2004, 2007, 2008, 2011, 2017.

## Anciens joueuses
- Ioana Baciu  Roumanie
- Ana Moldovan  Roumanie
- Emilce Sosa  Argentine
- Ana Otašević  Monténégro
- Marina Cvetanović  Slovénie
- Kim Staelens  Pays-Bas
- Iekaterina Ripnaïa  Russie
- Lorena Šipić  Croatie
- Aylin Pereyra  Argentine
- Olena Novgorodchenko  Ukraine
- Monika Potokar  Slovénie
- Aleksandra Petrović  Serbie
- Lucía Gaido  Argentine